# Finale aux anneaux des Jeux olympiques d'été
| Édition   | Lieu                              | Or                                | Argent                            | Bronze                            |
| --------- | --------------------------------- | --------------------------------- | --------------------------------- | --------------------------------- |
| 1896      | Athènes                           | Ioannis Mitropoulos (GRE)         | Hermann Weingärtner (GER)         | Petros Persakis (GRE)             |
| 1900      | Paris                             | non inclus au programme olympique | non inclus au programme olympique | non inclus au programme olympique |
| 1904      | Saint-Louis                       | Herman Glass (USA)                | William Merz (USA)                | Emil Voigt (USA)                  |
| 1908–1920 | non inclus au programme olympique | non inclus au programme olympique | non inclus au programme olympique | non inclus au programme olympique |
| 1924      | Paris                             | Francesco Martino (ITA)           | Robert Prazak (TCH)               | Ladislav Vacha (TCH)              |
| 1928      | Amsterdam                         | Leon Štukelj (YUG)                | Ladislav Vacha (TCH)              | Emanuel Löffler (TCH)             |
| 1932      | Los Angeles                       | George Gulack (USA)               | William Denton (USA)              | Giovanni Lattuada (ITA)           |
| 1936      | Berlin                            | Alois Hudec (TCH)                 | Leon Štukelj (YUG)                | Matthias Volz (GER)               |
| 1948      | Londres                           | Karl Frei (SUI)                   | Michael Reusch (SUI)              | Zdenek Ruzicka (TCH)              |
| 1952      | Helsinki                          | Grant Shaginyan (URS)             | Viktor Chukarin (URS)             | Hans Eugster (SUI)                |
| 1952      | Helsinki                          | Grant Shaginyan (URS)             | Viktor Chukarin (URS)             | Dmitri Leonkin (URS)              |
| 1956      | Melbourne                         | Albert Azaryan (URS)              | Valentin Muratov (URS)            | Masao Takemoto (JPN)              |
| 1956      | Melbourne                         | Albert Azaryan (URS)              | Valentin Muratov (URS)            | Masami Kubota (JPN)               |
| 1960      | Rome                              | Albert Azaryan (URS)              | Boris Shakhlin (URS)              | Velik Kapsazov (BUL)              |
| 1960      | Rome                              | Albert Azaryan (URS)              | Boris Shakhlin (URS)              | Takashi Ono (JPN)                 |
| 1964      | Tokyo                             | Takuji Hayata (JPN)               | Franco Menichelli (ITA)           | Boris Shakhlin (URS)              |
| 1968      | Mexico                            | Akinori Nakayama (JPN)            | Mikhail Voronin (URS)             | Sawao Kato (JPN)                  |
| 1972      | Munich                            | Akinori Nakayama (JPN)            | Mikhail Voronin (URS)             | Mitsuo Tsukahara (JPN)            |
| 1976      | Montréal                          | Nikolay Andrianov (URS)           | Alexander Dityatin (URS)          | Danut Grecu (ROU)                 |
| 1980      | Moscou                            | Alexander Dityatin (URS)          | Alexander Tkachyov (URS)          | Jiri Tabak (TCH)                  |
| 1984      | Los Angeles                       | Koji Gushiken (JPN)               | non décerné                       | Mitch Gaylord (USA)               |
| 1984      | Los Angeles                       | Li Ning (CHN)                     | non décerné                       | Mitch Gaylord (USA)               |
| 1988      | Séoul                             | Holger Behrendt (GDR)             | non décerné                       | Sven Tippelt (GDR)                |
| 1988      | Séoul                             | Holger Behrendt (GDR)             | non décerné                       | Dmitri Bilozerchev (URS)          |
| 1992      | Barcelone                         | Vitaly Scherbo (EUN)              | Li Jing (CHN)                     | Andreas Wecker (GER)              |
| 1996      | Atlanta                           | Jury Chechi (ITA)                 | Dan Burinca (ROU)                 | non décerné                       |
| 1996      | Atlanta                           | Jury Chechi (ITA)                 | Szilveszter Csollány (HUN)        | non décerné                       |
| 2000      | Sydney                            | Szilveszter Csollány (HUN)        | Dimosthenis Tampakos (GRE)        | Jordan Jovtchev (BUL)             |
| 2004      | Athènes                           | Dimosthenis Tampakos (GRE)        | Jordan Jovtchev (BUL)             | Jury Chechi (ITA)                 |
| 2008      | Pékin                             | Yibing Chen (CHN)                 | Yang Wei (CHN)                    | Oleksandr Vorobiov (UKR)          |
| 2012      | Londres                           | Arthur Zanetti (BRA)              | Yibing Chen (CHN)                 | Matteo Morandi (ITA)              |
| 2016      | Rio de Janeiro                    | Eleftherios Petrounias (GRE)      | Arthur Zanetti (BRA)              | Denis Ablyazin (RUS)              |
| 2020      | Tokyo                             | Liu Yang (CHN)                    | You Hao (CHN)                     | Elefthérios Petroúnias (GRE)      |
| 2024      | France                            | Liu Yang (CHN)                    | Zou Jingyuan (CHN)                | Elefthérios Petroúnias (GRE)      |